# Prisoner (스테파니의 노래)
Prisoner는 대한민국 가수 스테파니의 두 번째 디지털 싱글이다. 2015년에 발매되었다.

## 수록곡
1. Prisoner
2. Prisoner (Instrumental)